# Avenida Guillermo Gulman
La avenida Guillermo Gulman es una de las principales avenidas de la ciudad de Piura. Se extiende de norte a suroeste, conectando a los distritos de Piura, Veintiséis de Octubre y Catacaos.

## Recorrido
La avenida inicia en la intersección con la avenida Sánchez Cerro, en el distrito de Piura. Esta cruza las avenidas Grau, Cadalzo, Don Bosco y finaliza en el Óvalo La Legua, en la intersección con la Panamericana Norte, el cual conecta la ciudad de Piura con la localidad homónima. Su recorrido es continuado por la carretera PI-1020 hasta San Jacinto.